# 방술

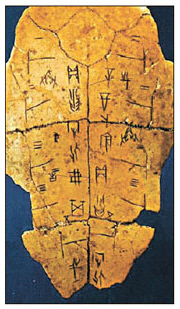
시귀(蓍龜)에 사용되던 갑골문자

방술(方術)이란 자연현상에서 규칙성을 이끌어내고 그러한 규칙에 의해 길흉을 점치거나 불로장생을 추구하는 학문들의 통칭이다. 전근대 동아시아에서 발달하였으며, 현상 사이의 관계를 체계적으로 분석하여 탐구한다는 점에서 서양의 과학에 가장 가까운 학문이다.
방술(方術)에서 방(方)은 일이나 사물에 대해 정확히 들어맞는 해결책을 뜻하고 술(術)은 관측을 통한 예측을 기본으로 하는 기술들을 뜻한다. 방(方)에 해당하는 것들로는 경방(經方: 의술) · 방중(房中: 성생활을 위주로 한 생리학) · 신선(神仙: 불로장생의 방법) 등이 있으며, 술(術)의 범위에 들어가는 것들로는 오행 · 천문 · 역법 · 관상 · 점술 등이 있다.
방술은 처음에는 도교에서 신선에 이르는 여러 방법을 이르는 말이었다. 이러한 이유로 방술은 다른 말로 도술(道術) 또는 선술(仙術)이라고도 불리었으며 오늘날에도 이런 의미로 방술이라는 낱말이 사용되기도 한다. 이후 세월이 흐르며 음양오행설 · 천문 · 역법 · 의술 · 관상 · 점술 등의 철학, 과학, 또는 의사과학적 학문들이 방술의 범위에 통합되었다. 방술을 닦는 사람을 방사(方士)라 한다.

## 방술의 의미
《한서(漢書)》 〈예문지(藝文志)〉에는 방술이 각각 방기(方技)와 술수(術數)로 나뉘어 있으며, 본디 방술이라는 말이 방과 술을 합쳐 부르는 말이라고 저술하고 있다.

### 방기
방기(方技)에서의 방(方)은 일이나 사물에 대해 정확히 들어맞는 해결책이라는 뜻을 지니며, 의술에 관한 처방을 다루는 경방(經方), 성생활에 관한 방중(房中), 불로장생이 되기 위한 방법을 다루는 신선(神仙)이 포함되어 있다. 이처럼 방기는 대체로 생명에 관련되어 있으며, 고대의 의학과 비슷한 역할을 하였다.

### 술수
술수(術數), 줄여서 술(術)이란 관측을 통한 예측을 기본으로 하는 기술들을 부르는 말로, 우주의 구조와 천체의 운동을 연구하는 천문, 시간을 구분하는 체계를 다루는 역법, 우주 만물의 변화를 다섯 가지로 압축하여 설명하는 오행, 《주역》을 사용하여 치는 점과 거북점을 이르는 시귀(蓍龜), 여러 일의 상징을 정리하여 선악(善惡)의 징후를 따지는 잡점(雜占), 수상과 관상 등의 상술(相術)을 포함하는 형법(形法)등이 해당된다.

## 방술의 역사

### 초기 방술

산둥성

방술은 도교와 함께 기원전 3세기 경 중국 산둥성 부근에서 발생하였으며, 초기의 방술은 많은 부분에서 도교의 신선사상과 서로 영향을 주고 받았다. 속세를 초월하여 불로장생하며 인간을 뛰어넘은 존재로 여겨지던 신선은 당시 도교의 이상적인 인격상이었고, 초기 방술은 수많은 사람들이 선인의 경지에 이르려는 시도를 계속하던 과정에서 그 형태를 잡아나갔다. 당시의 방사(方士)들은 신과 인간을 중개(仲介)하는 일종의 샤먼으로서 여겨졌으며, 이들은 장생불사(長生不死)의 단약을 제조하고 인간의 수명이 지닌 한계를 넘는 초월적인 생명을 추구했다.
도교에서 이 당시 중국 전역에 수많은 방사들이 나타났는데, 권력자들과 부유한 자들은 이런 방사들을 자신의 휘하로 불러들여 신선과 불로장생의 염원을 달성하려 했다. 진시황이 동남동녀 수천과 막대한 재물을 주고 불로초를 구해오라 명한 서복 역시 진나라의 방사였다.
전근대 동아시아에는 이미 후에 방술로 분류되는 천문과 역산 등의 분야들이 존재하고 있었지만, 초기의 방술은 도가의 철학을 바탕으로 한 서양의 연금술과 같은 면모를 지녔다.

### 후기 방술
방사들이 활동하며 여러 곳에 전파되던 방술은 제자백가 중 음양가(陰陽家)의 대표적인 인물인 제나라 추연(鄒衍 또는 騶衍: 기원전 305~240)에 이르러 음양과 오행이 통합된 이후 여러 과정을 거쳐 점차 학문으로서의 체계적인 구조를 갖추게 된다. 추연이 살던 기원전 3세기에 나타난 음양오행설은 방술을 해석하는데 많은 영향을 끼쳤고, 이 음양오행설이 점차 참위학(讖僞學)으로 발전해나가며 방술에서도 역시 재이(災異)와 길상(吉祥)을 다루기 시작했다. 이 영향으로 천문 · 역법 · 시귀 · 오행 · 잡점 등의 수많은 학문들이 방술이라는 이름 아래 방사들에 의해 연구되었다.
이후 다양한 학문들이 방술이라 불리게 되고, 111년에 편찬된 《한서》 〈예문지〉에는 수술략(數術略)에서 천문(天文) · 역보(曆譜) · 오행(五行) · 시귀(蓍龜) · 잡점(雜占) · 형법(形法)이 기록되어 있고, 방기략(方技略)에서 의경(醫經) · 경방(經方) · 방중(房中) · 신선(神仙)이 기록되어 있다.

## 방사
과학을 하는 사람을 과학자라고 부르듯, 방술에 통달하여 이를 연구하고 익힌 사람들을 방사(方士)라고 한다. 동아시아의 방사들은 많은 사람들의 경우 과학자로서의 재능뿐만 아니라 점술가 · 마술사로서의 재능도 겸비한 사람들이 많았다. 당시의 사람들에게 방사는 현묘하고 뛰어난 기교와 함께 보통을 뛰어넘는 기예를 지닌 사람들로 여겨졌다.

### 방사와 국가
방사는 보통 사람들에게는 없는 불가사의한 능력을 가지고 태어난 특별한 인간으로 인식되었다. 사람의 운명을 점친다던가 하는 비범한 행위로 사람들의 존경을 받기도 했지
만 한편으로는 공포의 대상이 되기도 했다. 특히 권력자나 유학자들은 방사들이 가지고 있는 능력들이 반권력적이나 그들의 사상에 어긋나는 방향으로 발휘되는 것에 경계심을 가졌다. 따라서 이들은 방사들에게 부와 권력을 쥐어 줌으로써 방사들의 능력을 권력을 유지하는 데에 사용할 수 있도록 하였다.
국가의 입장에서 볼 때에 방사들을 반체제 운동에 가담하도록 두는 것보다는 국가의 체제 속에 흡수하는 것이 훨씬 더 이득이었다. 따라서 많은 국가는 방사들에게 관직을 줌으로써 부와 권력을 보장함으로써 그들의 연구 성과를 통해 국가의 이익을 꾀하려 하였다.
방사들의 미래를 내다보는 예측들과 천문 현상의 해석 등은 민심을 크게 동요시킬 수 있었으므로 국가의 입장에서 방사의 존재와 그들의 행동은 매우 위험하였다. 동아시아의 많은 국가들은 천문을 전공한 방사들을 국립천문대에 소속시키고 그 지식을 국가가 독점적으로 관리해 엄격하게 기밀을 유지하려고 했다. 또한 달력을 만드는 역산학에 종사시킴으로써 그들의 연구를 바탕으로 하여 천자의 권위를 높이려 하였다.
그러나 모든 권력자들이 방사를 적극적으로 국가 체제 내에 수용하려고 한 것은 아니며, 그들을 탄압함으로써 안정을 꾀한 권력자들도 있었다. 방사들을 탄압한 권력자 중에서 가장 유명한 사람은 삼국지(三國志)의 조조(曺操: 155~220)이다. 조조는 방사들을 위국에 소집해 감금했는데, 그 이유에 대해서 "진실로 이 무리들이 간사한 것에 접촉해 백성들을 속이고 요상한 짓을 행해 백성들을 홀릴까 두렵다"라고 설명하고 있다. 조조가 좌자(左慈)에게 봉변을 당했던 일이나, 화타를 죽인 사건 등이 대표적인 예이다.
뛰어난 방사들 중에서 국가가 내리는 관직과 작위를 한사코 사양한 인물들도 있었다. 하지만 황제의 요청을 거역하기는 어려웠으며, 또한 대부분의 방사들은 국가의 초청을 자신들이 출세할 수 있는 기회로 여기고 다른 방사들과의 경쟁을 마다하지 않았다. 방술은 국가의 지원을 받으며 자신들의 연구를 할 수 있었던 방사들에 의하여 전근대에서 근대에 이르기까지 꾸준히 발전할 수 있었다.

## 방술과 과학
방술은 서양의 과학과 정확히 일치하지는 않지만, 동아시아에서 발생한 학문 중 과학과 공통되는 분야와 특징을 가장 많이 가지고 있는 학문이다.
방술 중에서 천문과 역산은 관측을 토대로 정확한 예측을 위해 끊임없이 가설과 법칙들이 세워지고 수정되었다. 또한, 경방과 방중 등은 오늘날의 한의학이라는 체계로 이어져 내려왔으며, 이 역시 경험을 바탕으로 한 법칙을 찾으려는 시도에 의해 계속하여 발전해왔다. 근대과학의 관점에서, 이러한 분야들은 자연과학이라 불리는 학문의 가장 큰 특징인 '확실한 경험을 토대로 한 자연 현상에 관한 보편적인 법칙과 조직화된 지식의 체계'를 가지고 있다.

## 방술의 분야

### 천문

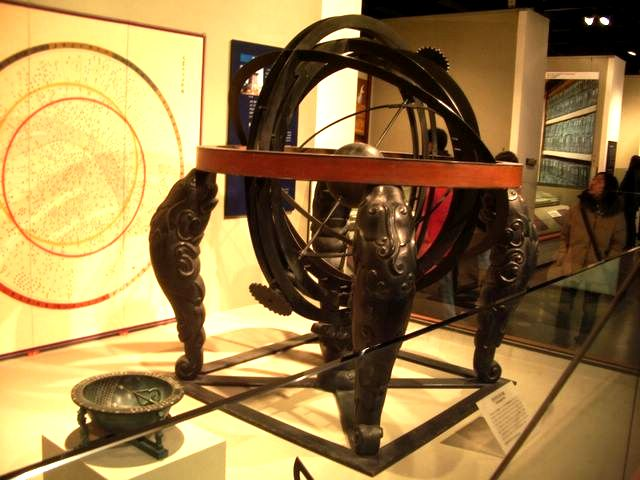
혼천의

방술에서 천문은 우주의 구조와 더불어 각 행성과 천체의 움직임을 설명하려는 시도에서 출발했다. 초기의 방술에서는 하늘이 삿갓처럼 평면의 지구를 덮고 있다는 개천설이 제시되었으나, 구형의 천구가 땅을 둘러싸고 있다는 혼천설이 하늘과 땅이 맞닿아있다는 개천설의 모순을 설명해내면서 큰 지지를 얻었다. 이후 성리학을 기반으로 한 방사 주자(朱子)의 우주론은 하늘이 기의 회전으로 이루어져 있다고 주장하여 하늘이 고정되어 있다는 기존 방술의 관념에서 벗어났으며, 이로써 방술은 각 천체들이 땅에 떨어지지 않는 이유와, 각 행성의 속도가 다른 이유를 기의 회전과 밀도 차로 설명할 수 있게 되었다.

### 오행

오행의 상생 관계(검은색 화살표, 원 모양)와 상극 관계(흰색 화살표, 별 모양)

오행설이란 동양의 세계관으로 전 우주를 목(나무)의 기운, 화(불)의 기운, 토(흙)의 기운, 금(쇠)의 기운 그리고 수(물)의 기운, 즉 오행이 천지를 돌아다니며 세상을 구성한다는 이론이다. 오행은 물질과 현상 사이의 상호작용, 만물이 변화하는 양상 등을 설명하는데 사용되었다. 중국 전국시대에 5행은 상생설(相生設)과 상극설(相克設)이 생겨 우주나 인간계의 현상을 5행의 상생·상극으로 이해하고 예측하는 사고법이 발생하였는데 이에 따라 다섯 성질의 오행은 서로가 서로를 약화시키기도 하며, 서로의 기운을 살리기도 한다.
방술에서는 오행의 상극, 상생은 순환하며 서로 연관되어 있고, 이로 인해 기가 끊임없이 순환하고 있다고 본다. 상극에는 화극금(火克金), 금극목(金克木), 목극토(木克土), 토극수(土克水), 수극화(水克火)가 있으며, 또한 이들 오행들과는 상호작용하지 않지만 다른 기운들의 활기를 돕는 역할을 하는 상화(相和)가 있다. 오행은 사람이 자연에서 얻을 수 있는 재료의 개념에서 만물을 구성하는 원소의 개념으로 발전했고, 오늘날에는 만물에 대한 추상화로 이해되고 있다.

### 역산
역산이란 시간에 질서를 부여하고 이를 체계적으로 나누는 방법인 역법에 따라 실제 예측을 하기 위해 행하는 계산을 부르는 말이다.
역산은 천체현상 혹은 기상현상의 형태로 나타난 하늘의 계시를 해석해 군주의 죽음이나 전쟁, 자연재해 등 국가의 중대사를 점치는 기술로서도 사용되었는데, 가장 대표적인 예시로는 일식, 월식과 혜성의 출현의 예측이 있다. 전근대 동아시아에서 많은 경우 군주는 태양으로 상징되었고, 따라서 일식이나 월식과 같이 태양이 관여된 천문현상을 예측하는 것은 국가의 중대사 중 하나였다. 이를 예견하고 그 시간과 장소를 정확히 특정하는 것은 군주의 권력을 보여줌과 동시에 민심을 안정시키는데 큰 효과가 있었기에, 방술에서의 역산은 사회에 큰 영향을 미치는 학문 중 하나였다.

#### 중국 역법의 형성
중국에서 최초로 역법이 제박된 것은 은(殷)나라 이전부터라고 추정되지만, 그 실체를 확인할 수 있는 가장 오래 된 달력은 은나라의 달력이다. 흔히 은력(殷曆)이라고 불린다. 은나라의 달력은 갑골문(甲骨文) 중 일부에 남아있는데 태음태양력으로 60간지(干支)를 가지고 날짜를 기록하였다. 60간지 혹은 60갑자(甲子)는 10개의 천간(天干)과 12개의 지지(地支)의 조합을 말한다. 60진법을 사용하는 은나라의 날짜 계산은 3000년이 지난 오늘날까지 이르고 있다.
한편 매 월의 일수는 삭망월(朔望月)을 기준으로 정하고, 30일의 큰 달과(大月)과 29일의 작은 달(小月)을 번갈아 가며 배열하였다. 하지만 태음태양력의 달이 차고 지는 것은 차츰 시간이 가면서 계절과 맞지 않기 시작했는데, 이러한 이유가 바로 삭망월의 길이가 태양년의 길이를 정확히 나눌 수 없기 때문이다. 1 삭망월의 평균치는 약 29.5306일이고, 1 태양년의 평균치는 약 365.2422일이다. 12 삭망월은 약 354.3671이므로, 한 달의 일수를 354일 또는 355일로 취하면 1 태양년과 10일 혹은 11일 정도 날짜 차이가 생긴다. 이러한 날짜 차이를 없애기 위해서 사용된 방법이 치윤법과 연대배치법이다.
연대배치법(年大配置法)이란, 날짜를 맞추기 위해 때로는 큰 달을 연속해서 두 번 배열하는 방법으로 이것을 통해서 대략적인 날짜를 맞출 수 있었다. 치윤법이란 3년이 지나면 1 삭망월의 길이보다 더 긴 태양년과 태음년의 차이를 보정하기 위해 그 차이를 윤달(閏)을 두어 없애는 것이다. 따라서 태음년은 1년 12개월로 구성되는 평년과 13개월로 구정되는 윤년(閏年)으로 이루어져 있다.
연대배치법과 치윤법이 서로가 잘 맞아야만 정확한 역법이 성립하였다고 볼 수 있는데, 은나라 때에는 연대배치법과 치윤법이 완벽하게 적용되지 못하였다. 이는 개력을 통해 보정되기 시작하였다.

##### 역법과 정치
달력을 제작할 때에 기초가 되는 계산법과 천문상수(天文常數)의 체계를 역법이라고 하며, 기존의 역법의 폐기하고 새로운 역법을 편찬하는 것을 개력(改曆)이라고 한다. 보통 개력이 되면, 이전보다 좀 더 정밀한 천문 상수가 측정되는데, 예를 들면 1 태양년의 길이가 365.2422일에 근접해 간다던가, 1 삭망월의 길이가 29.53059일에 근접해 가는 것이 그 예이다. 일단 새로운 역법의 채택은 왕조가 바뀌거나, 개혁이 일어날 때에 일어나는 데, 이는 하늘의 움직임을 보고 달력을 만들어 앞으로 일어날 일들을 예측하는데, 그것을 바꿈으로써 새로운 시대가 열린다는 상징적인 의미가 들어있기 때문이다. 일단 새로운 역법이 채택되면 그것에 기초해 매년 다음 해의 달력이 작성되었고, 11월 동짓날에 홍제에게 헌상되었다. 또한 새로운 달력을 중국고 제후국에 반포하는 것은 예부터 중국의 황제의 가장 중요한 업무 중 하나였다. 이러한 역법은 중국 최초의 역법인 태초력 이래 청나라의 역법인 시헌력에 이르기까지 국가에 의해 공인된 역법이 49개나 되고, 개력도 40여 차례에 걸쳐서 일어났다.
역법의 개력 목적은 천체의 위치를 예측한 값고 실제의 천체의 위치 오차를 줄이고자 하는 데에 있었고, 이러한 주된 이유는 일식과 월식을 정확하게 예측하는 데에 있었다. 중국에서의 태양의 의미는 황제를 뜻함으로 태양이 달에 가려져서 그 빛을 잃는 것은 황제의 권위에 매우 큰 위협을 주었다. 월식 역시 달이 그 빛을 잃는 좋지 않은 일이었기 때문에, 따라서 이러한 일식과 월식으로 인해 민심이 동요하는 것을 막기 위해서 그 날짜와 시간을 예측하는 것은 매우 중요하였다.

##### 역법의 역사
앞에서의 연대배치법과 치윤법이 완전히 확립되어 역법의 기본 원리가 확립된 것은 전한 시대에 제작된 태초력(太初曆)이었다. 태초력은 전한 말기에 유흠(劉歆)에 의해 증보되어 삼통력(三統曆)이 되었는데, 삼통력은 일식과 월식의 예보를 위한 135개월 주기와 오행성의 운행 등릐 예측 등을 통해 계산된 역법으로써 후대 역법의 기초가 되었다. 이후 후한 시대에 이르러 일식과 월식의 예보를 위해서 태양과 달의 운행을 지속적으로 연구한 결과 달의 운행 속도가 일정하지 않다는 것을 발견하게 되었다. 이러한 달의 운행에 대한 새로운 연구 결과를 역법에 적용한 것이 바로 후한 말 유홍(劉洪)의 건상력(乾象曆)이었다. 이러한 건상력은 실제 달의 위치를 계산하고 달이 황도에서 떨어진 도수를 계산함으로써 월식을 이전보다 정확하게 예측할 수 있었다. 하지만 치윤법은 평균삭망월에 맞춰 큰 달과 작은 달을 배치하는 방법을 사용하였고, 이후 위진남북조시대와 송(宋)나라 초기에 걸쳐 약 200여 년 동안 사용된 경초력(景初曆)역시 마찬가지였다.
이후 경초력이 더 이상 천상과 맞지 않게 되자, 하승천(何承天)은 자신이 40여 년 동안 실시했던 관측을 기초로 해서 역법 개혁의 원칙 5가지를 제시했는데, 그 5조가 바로 실제의 삭망에 맞춰 큰 달과 작은 달을 배치하는 것이었다. 기존의 역법에서는 큰 달을 연속해서 배치하는 것만을 원칙으로 하였지만, 하승천의 이론은 큰 달을 3개 연속해서 배치하거나 작은 달을 2개 연속 배치해야만 하였다. 이는 기존의 천문학자들의 반대에 부딛혀 결국 170여 년이 흐른 이후에 채택될 수 있었다. 그의 나머지 4 개의 조항을 통해 만들어진 역법이 바로 원가력(元嘉曆)이었다.
원가력이 시행된 지 20년도 채 안 돼서 원가력에 의한 계산이 천상고 일치하지 않게 된 것을 지적하고 개력을 주장한 사람이 바로 조충지(祖沖之)였다. 그는 파장법(破章法)과 세차운동(歲差運動)의 도입에 있었다. 파장법이란 '장법(章法)을 폐지한다'는 뜻인데, 장법은 19년에 7번 윤달을 삽입하는 치윤법을 말한다. 그는 600년마다 221번 삽입해야 한다고 주장했다. 이후 1태양년의 365.2428일로, 1삭망월의 일수를 29.5359일로 정했는데, 기존의 관측치보다 훨씬 정확한 결과였다. 하지만 이러한 이론은 대신들의 격렬한 반대에 부딛혀 시행되지 못하였고, 그가 죽은 지 10년이 지나서야 대명력(大明曆)에 사용될 수 있었다. 남조에서 대명력이 사용되고 있을 때 북조에서는 태양의 운행 속도가 일정하지 않다는 것이 밝혀졌으며, 이는 수나라가 남북조를 통일함으로써 융합될 수 있었으며, 이를 계기로 황극력(皇極曆)이 만들어져 수나라가 망할 때까지 시행되었다.
당(唐), 송(宋)시대에는 개력이 빈번하게 일어났지만, 역법의 근본적인 개혁은 일어나지 않았다. 그런데 원나라 초기에 제작된 수시력(授時曆)이 개편되면서 명나라가 망할 때까지 사용되었다. 이는 수시력이 매우 뛰어난 역법이었기 때문이었고, 또 명나라의 역법제작 기술이 수시력을 능가하지 못하였기 때문이다. 수시력은 원나라 세조(世祖) 쿠빌라이 칸(1215~1294)이 통일 직후에 왕순(王恂)과 곽수경(郭守敬)에게 개력을 명령한 것을 계기로 만들어졌다. 수시력은 충실한 관측을 통해서 천문 상수들을 다시 바로잡았고, 새로운 천문기계를 많이 제작하여 관측의 정밀도를 높였다. 또한 기존의 기록과 새로운 관측을 검토해서 역법 계산의 기준이 되는 천문상수의 수치를 매우 정확하게 구했다. 그리고 세차운동 때문에 1 태양년의 길이가 서서히 짧아지는 현상을 역법에 도입해 세실소장법을 채택하는 등 여러 가지 새로운 계산법을 고안해내었기 때문에 매우 정확하였다.
하지만 이후에는 명나라 시대 때에 수시력을 조금 개정한 대통력(大統曆)으로 이름을 바꾸었을 뿐 획기적인 역법 계산의 발전이 이루어지지 않았다. 그 후에는 이슬람의 역법을 받아들여 회회력(回回曆)을 사용하였을 뿐 새로운 역법 체계를 갖추지 못하였다.

## 같이 보기
- 도교
- 선인
- 제자백가
- 음양가
- 음양오행설
- 중국의 사상
- 한·당 시대의 사상

## 참고 문헌
- 이 문서에는 다음커뮤니케이션(현 카카오)에서 GFDL 또는 CC-SA 라이선스로 배포한 글로벌 세계대백과사전의 내용을 기초로 작성된 글이 포함되어 있습니다.
- 오민영, 《청소년을 위한 동양과학사》, 두리미디어, 2007년, ISBN 978-89-7715-163-5
- "術數略", 《兩周辞典》. 2011년 7월 7일에 확인.
- "方技略", 《兩周辞典》. 2011년 7월 7일에 확인.